# Saurita mecrida
Saurita mecrida là một loài bướm đêm thuộc phân họ Arctiinae, họ Erebidae.